# Salacia camerunensis
Espèce
Synonymes
- Salacia camerunensis Loes.[2]

Salacia camerunensis Loes. (ou Salacia longipes var. camerunensis)  est une espèce de plantes de la famille des Celastraceae et du genre Salacia, selon la classification phylogénétique. 

## Liste des variétés
Selon Tropicos (28 juillet 2017) :
- variété Salacia camerunensis var. longipetiolata Loes.